# Parectopa nesitis
Parectopa nesitis är en fjärilsart som först beskrevs av Walsingham 1897.  Parectopa nesitis ingår i släktet Parectopa och familjen styltmalar. Inga underarter finns listade i Catalogue of Life.